# Christian August Schulze
Christian August Schulze († 7. März 1826 in Theisa) war ein kurfürstlich-sächsischer und zuletzt königlich-preußischer Beamter, Advokat und Rittergutsbesitzer.

## Leben

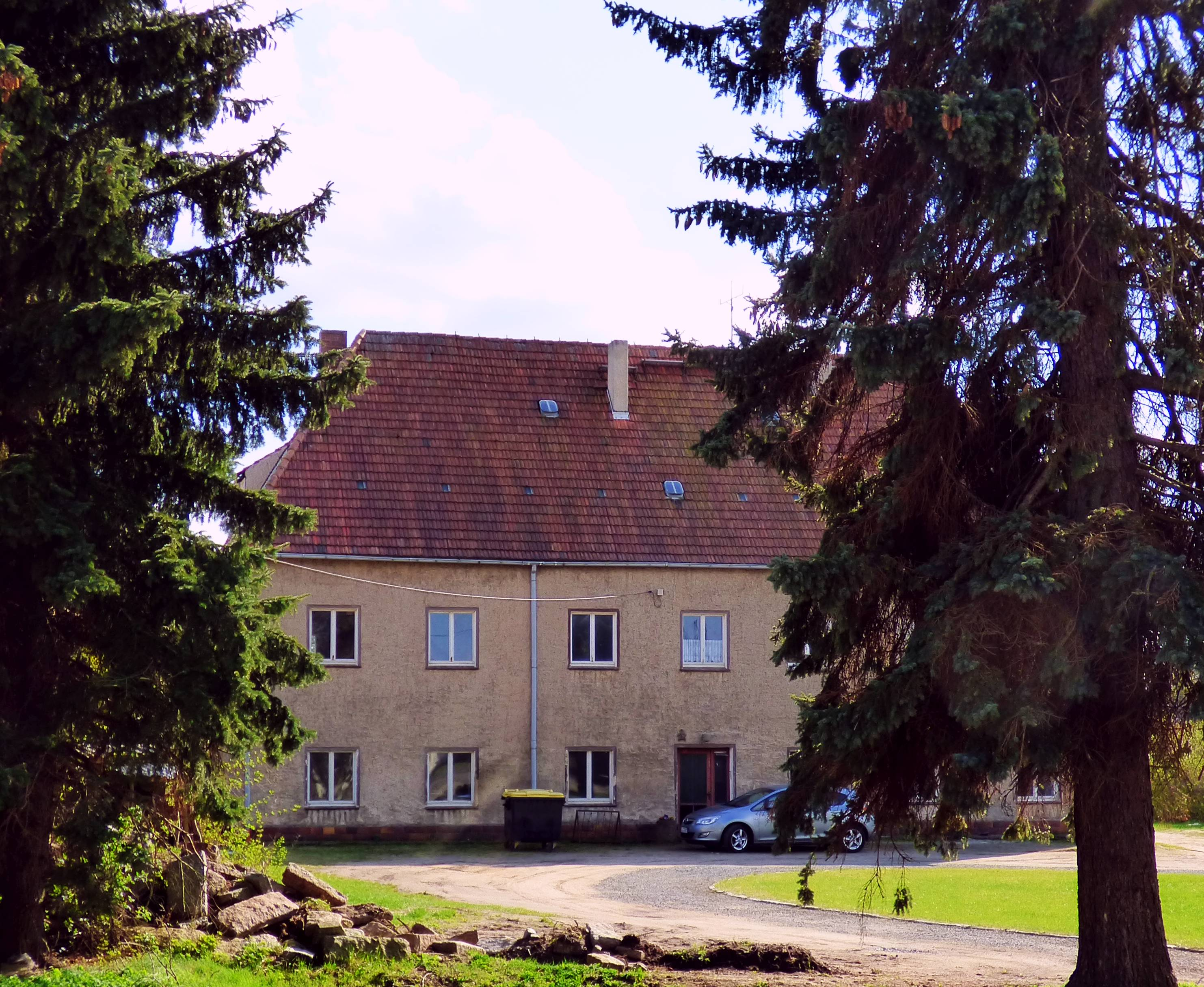
Einstiges Theisaer Rittergut (2018)

Schulze, über dessen Herkunft bislang nichts bekannt ist, schlug eine Verwaltungslaufbahn ein und wurde Amtmann in Liebenwerda. Bei der Aufteilung des Amtes in die beiden Bereiche Justiz- und Rentamt im ausgehenden 18. Jahrhundert übernahm Schulze den Bereich des Justizamtes Liebenwerda. Durch die Ernennung des bisherigen Kurfürsten von Sachsen zum König wurde Schulze zum königlich-sächsischen Justizamtmann in Liebenwerda. Als solcher erlebte er 1813 die Zeit der Befreiungskriege und 1815 den Wiener Kongress, in dessen Folge das Amt Liebenwerda an das Königreich Preußen fiel. Dadurch wurde Schulze ein preußischer Beamter.
Im Jahre 1821 wurde er als Advokat zum preußischen Justizkommissar im Landgerichtsbezirk Torgau ernannt.
Im Jahre 1785 hatte er von den beiden Kindern des verstorbenen Kreishauptmanns Johann Burckhardt von Wichmannshausen deren verschuldetes Rittergut in Theisa gekauft, das er zum Wohnsitz seiner Familie ausbaute. Ihm wird der Neubau der Schule in Theisa mit Schulglocke zugeschrieben. Bis 1806 besaß er auch das Rittergut Prestewitz.
In Theisa starb Christian August Schulze als preußischer Justizkommissar am 7. März 1826 und hinterließ die ledige Tochter Johanna Elisabeth Schulze und die zwei Söhne Christian Heinrich und Friedrich August Schulze. Nach einigem Zögern, ob das Erbe des verschuldeten Vaters überhaupt angetreten wird, entschlossen diese sich letztendlich dazu und übernahmen auch dessen verschuldetes Rittergut in Theisa. Der älteste Sohn übernahm 1829 das Gut allein und verkaufte es 1840 weiter an Johann Gottfried Lehmann.